# Leamon King
Leamon King (Tulare, 13 de fevereiro de 1936 – Delano, 23 de maio de 2001) foi um velocista e campeão olímpico norte-americano.
Estudante e velocista da Universidade da Califórnia em Berkeley, em outubro de 1956 igualou o recorde mundial dos 100 m rasos – 10s1 – numa prova em Ontário, na Califórnia. Semanas depois, em Melbourne 1956, conquistou a medalha de ouro olímpica no revezamento 4x100 m ao lado de Bobby Morrow, Thane Baker e Ira Murchison.